# Under the Radar (rivista)
Under the Radar è una rivista statunitense di argomento musicale. I contenuti includono  interviste con servizi fotografici, opinioni e commenti sulla scena musicale indie, nonché recensioni su libri, DVD e album. La rivista pubblica interviste e recensioni in esclusiva sul proprio sito web.
Negli articoli i album, libri e DVD vengono giudicati con un punteggio da 1 a 10. La rivista è in pubblicazione dalla fine del 2001 ed esce ogni tre mesi ogni anno.
La rivista è stata fondata dai co-editori (e marito e moglie) Mark Redfern e Wendy Lynch Redfern che si sono sposati il 2 giugno 2007 e attualmente gestiscono la rivista. Mark è Senior Editor della rivista e scrive molti articoli. Lynch è il direttore creativo; è anche fotografa di musica e realizza servizi fotografici per la rivista, incluse molte delle sue copertine.